# Вегнер, Теодор Хуберт

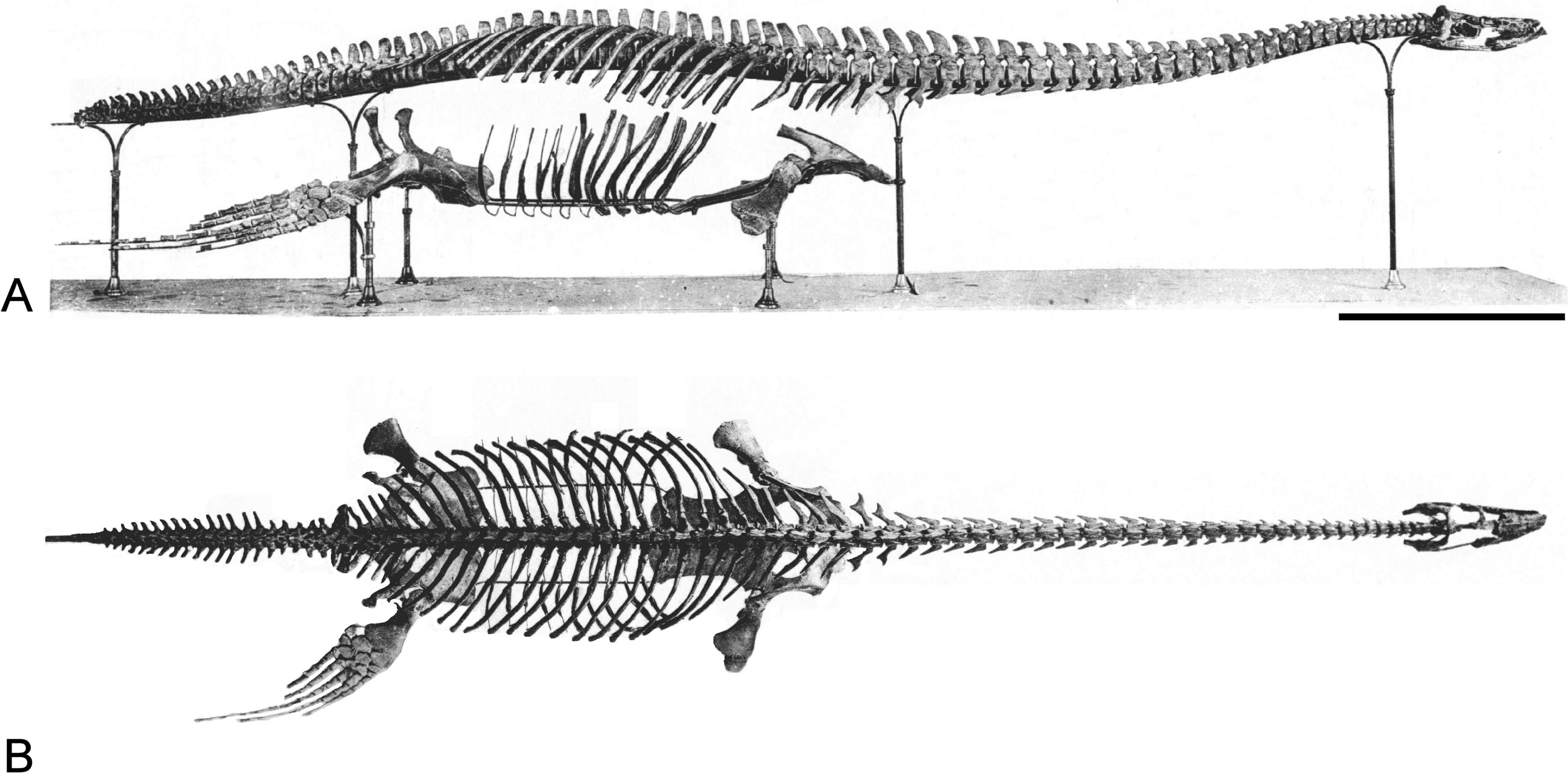
Brancasaurus brancai

Теодор Хуберт Вегнер (нем. Theodor Hubert Wegner; 1880—1934) — немецкий геолог и палеонтолог.

## Биография
Родился 9 сентября 1880 года в Эмсдеттене.
Получил докторскую степень в 1905 году у Вильгельма фон Бранка в Университете Берлина. В 1907 году завершил обучение в Мюнстерском университете (ныне Вестфальский университет имени Вильгельма и в 1910 году стал доцентом и директором Геолого-палеонтологического института в Мюнстере. Затем стал профессором в Мюнстерском университете.
Занимался исследованиями плезиозавров и динозавров. Одно ископаемое животное было названо учёным в честь своего учителя Вильгельма фон Бранка — Brancasaurus brancai, другое было названо в честь самого Вегнера — Gronausaurus wegneri.
В 1910 году он выкопал полный скелет мамонта 18000-летней давности в глиняной яме вблизи города Ален, который в настоящее время находится в Геомузее Мюнстера.
Умер 15 ноября 1934 года Дортмунде.